# Trithemis aequalis
Trithemis aequalis là một loài chuồn chuồn ngô thuộc họ Libellulidae. Nó được tìm thấy ở Botswana, Namibia, và Zambia.